# Coenosia multimaculata
Coenosia multimaculata este o specie de muște din genul Coenosia, familia Muscidae. A fost descrisă pentru prima dată de Adams în anul 1905. Conform Catalogue of Life specia Coenosia multimaculata nu are subspecii cunoscute.